# Левчук Сергій Віталійович
Сергі́й Віта́лійович Левчу́к (нар. 5 березня 1976 — пом. 10 листопада 2014) — солдат 24-ї окремої механізованої бригади Збройних Сил України, загинув в ході російсько-української війни.

## Життєпис
1992 року закінчив 9 класів Бабинської ЗОШ, 1994-го — Корецьке СПТУ № 24. Проходив строкову службу в Ужгороді. Демобілізувавшись, працював на Бабинсько–Томахівському цукровому заводі, їздив на заробітки за кордон, власноруч збирав техніку
Мобілізований 26 серпня 2014 року, військове звання — солдат (рядовий), механік-водій 12-ї механізованої роти 4-го механізованого батальйону 24-ї окремої механізованої бригади.
Загинув вдень 10 листопада від осколкового поранення голови під час мінометного обстрілу терористами взводного опорного пункту біля села Кримське Луганської області, зі сторони Сокільників.
Без Сергія залишились мама, дружина, двоє дітей — Роман й Марія.
Похований у селі Бабин, Гощанський район.

## Нагороди та вшанування
- 14 березня 2015 року за особисту мужність і героїзм, виявлені у захисті державного суверенітету та територіальної цілісності України, вірність військовій присязі під час російсько-української війни, відзначений — нагороджений орденом «За мужність III ступеня» (посмертно)[1].
- 18 лютого 2015 року на будівлі Бабинської ЗОШ I—III ступенів відкрито меморіальну дошку пам'яті випускника Сергія Віталійовича Левчука[2].